# Прешево (община)
Прешево (на сръбски: Општина Прешево) е община в Пчински окръг, Югоизточна Сърбия. Заема площ от 264 км2. Административен център е град Прешево.

## Населени места
- 1 град: Прешево
- 33 села:

| - Алиджерце - Берчевац - Буич - Букаревац - Буковац - Бущране - Големи дол - Горна Шушая - Господжинце - Депце - Долна Шушая - Жуинце | - Илинце - Курбалия - Ляник - Маджаре - Миратовац - Норча - Ораовица - Печено - Раинце - Ранатовце - Релян - Свинище | - Сефер - Славуевац - Станевце - Стрезовце - Търнава - Цакановац - Церевайка - Църнотинце - Чукарка |

## Население
Населението на общината възлиза на 34 904 жители (2002). То е съставено главно от етнически албанци и сърби.

## Етнически състав
(2002)
- 31 098 (89,10%) – албанци
- 2984 (8,55%) – сърби